# Elton Jantjies
Elton Thomas Jantjies (Graaff-Reinet, 1 de agosto de 1990) es un jugador sudafricano de rugby que se desempeña como apertura.

## Carrera
Debutó en 2010 con los Golden Lions y continua en el equipo con quien disputa la Currie Cup, la competición local de su país. Desde 2011 es miembro de los Lions, una de las franquicias sudafricanas que disputa el Super Rugby.
Se marchó a los Stormers para jugar con ellos la temporada 2013 y luego emigró a Japón para jugar un año en los NTT Shining Arcs, regresó a los Lions en 2015.

## Selección nacional
Fue convocado a los Springboks por primera vez en septiembre de 2012 para jugar ante los Wallabies, por el momento lleva 37 partidos jugados y 281 puntos marcados.
Jantjies fue nombrado en el equipo de Sudáfrica para la Copa Mundial de Rugby de 2019. Sudáfrica ganó el torneo y derrotó a Inglaterra en la final.

## Palmarés
- Campeón de la Currie Cup de 2011 y 2015.
- The Rugby Championship 2019
- Copa Mundial de Rugby de 2019[3]